# 奥古斯塔斯·布拉德福德
奥古斯特斯·威廉森·布拉德福德（英語：Augustus Williamson Bradford，1806年1月9日—1881年3月1日），美国政治家，民主党人，曾任马里兰州州长（1862年-1866年）。